# Dorre Ilp
De Dorre Ilp is een watergang in Noord-Holland en loopt ten westen van Ilpendam waar het overgaat in de Molensloot. De gelijknamige dijk met weg loopt langs de Molensloot door tot Den Ilp. Het is het restant van het voormalige veenriviertje  " De Ilp",  een vroeger zijriviertje van het IJ ten noorden van  Amsterdam. In Ilpendam werd in de middeleeuwen een dam aangelegd om overstromingen te voorkomen. Hieraan dankt Ilpendam zijn naam. Het riviertje mondde uit in het Purmermeer, sinds 1622 de Purmer. Ook Den Ilp, het Ilperveld en het voormalige slot Ilpenstein zijn naar het vroegere riviertje vernoemd.